# 맹광섭
맹광섭(孟光燮, 1934년 ~ 2011년 12월 13일)은 대한민국의 전 축구 선수이자 축구 심판이다. 심판으로서는 운용의 묘미보다는 엄격한 판정을 중시했던 것으로 평가되었으며, 이로 인해 종종 경기 도중 선수 및 코칭스태프와 갈등을 빚기도 했다.

## 생애
서울특별시 출신으로, 전후 육군 병참단 축구단에서 공격수로 활동하였다. 그리고 1956년 육군 특무부대 축구단과의 '육군축구대회' 결승전에서 결승골을 득점해 팀의 우승에 크게 기여했으며, 얼마 뒤 대한민국 국가대표팀과의 1956년 AFC 아시안컵 예선을 위해 입국한 필리핀과의 친선경기에 나서 패널티킥 선제골을 득점하며 팀의 3-0 승리에 공헌하였다. 또한 그 해 대한민국과 중화민국과의 1956년 AFC 아시안컵 예선 경기 직후 펼쳐진 친선경기에서 사우스 차이나 AA와 맞대결을 펼친 '전서울군팀'의 일원으로 참가했으며, 이러한 활약으로 1956년 대한축구협회에서 선정한 최우수선수 30명 명단에 포함되었다. 이후 1957년 개최된 '이승만 탄생 기념 경축 전국 축구대회'에서 팀의 우승에 일조했으며, 같은 해 대한민국 축구 국가대표팀의 선수 선발 대회에 참여해 1958년 아시안 게임에 출전할 국가대표팀 예비 명단에 선발되었으나 최종적으로 제외되었다. 그 뒤 1960년 AFC 아시안컵을 앞두고 열린 경평대항축구전에 '서울축구구락부'의 일원으로 활약했으며, 1962년 재창단한 서울특별시 경찰국 축구단에 합류해 팀의 주장을 맡았다.
이후 선수 생활을 정리하고 철도청 축구단의 코치로 활동했으며, 각급 주요 축구 경기에서 심판으로 활약하였으나 1971년 중앙대학교와 동국대학교와의 전국대학축구연맹전 춘계 대회 경기에서 오심을 한 것이 문제가 되어 경기가 10여분 중단되고 경찰이 투입되는 불상사가 발생하기도 했다. 그리고 1971년 한국실업축구연맹의 이사로 임명되었으며, 1973년 한국실업축구연맹의 경기위원장으로 부임하였다. 또한 같은 해 국제축구연맹(FIFA) 소속 국제 심판으로 선임되었으며, 박대통령컵 쟁탈 아시아축구대회의 심판 및 킹스컵의 심판으로 배정받았다.
하지만 1974년 고려대학교와 연세대학교와의 전국축구선수권대회 결승전 주심을 맡았으나 경기 종료 3분전 고려대학교의 패널티킥을 선언한 판정에 연세대학교 측이 반발하여 선수단을 철수시킨 뒤 경기장 밖으로 퇴장하였고, 경기 진행이 불가능해진 관계로 결국 연세대학교의 기권패가 선언되어 고려대학교의 우승이 결정되었다. 그리고 이 사건에 대해 여러 언론의 질타가 쏟아지며 논란이 지속되자, 하루 뒤 대한축구협회 측에서 심판위원회를 열어 맹광섭을 비롯해 해당 경기의 감독관이었던 정남식의 의견을 청취한 뒤 페널티킥 판정이 정당했던 것이라고 결론지은 뒤 연세대학교에 경고 처분을 내렸다. 또한 그 해 대한축구협회에서 지정한 심판원급별제도규정에서 1급에 포함되었다.
그 뒤 1975년 이란에서 개최된 크라운 프린스컵의 심판으로 배정받았으며, 같은 해 한국실업축구연맹의 심판위원장으로 선임되었다. 하지만 그 해 한일은행 축구단과 상업은행 축구단과의 대통령배 금융단 축구대회 경기 도중 판정에 불복한 한일은행 선수인 최규익에 의해 폭행을 당하자 맹광섭은 퇴장을 선언했지만 트레이너인 최명규가 경기장에 난입해 폭언을 하면서 경기가 10여분 중단되었으며, 경기 후 경기장 밖에서 한일은행 선수인 김명규에 의해 재차 폭행을 당하자 결국 맹광섭은 그 자리에서 해당 대회에 더 이상 심판으로 참여하지 않을 것을 선언하였다. 또한 같은 해 열린 전국실업축구연맹전 추계 대회의 주심을 맡았으나 대회 도중 서울은행 축구단의 문동일에게 폭언을 들었으며, 이로 인해 상벌위원회가 개최되어 폭언을 가한 문동일이 경고 처분을 받았다.
이후 1976년 한국실업축구연맹의 새로운 집행부 구성을 위한 전형위원회에 포함되었으며, 새로운 집행부에서는 심판위원장에 유임되었다. 또한 우루과이에서 개최된 세계 대학생 선수권 대회의 심판으로 배정받았으며, 같은 해 벌어진 한국고등학교축구연맹전 결승전 관전 목적으로 경기장을 찾았다가 해당 경기에 무단으로 불참한 심판 대신 맹광섭이 심판으로 투입되는 해프닝이 벌어지기도 했다. 하지만 1977년 서울시청 축구단과 조홍은행 축구단과의 전국실업축구연맹전 경기에서 주심을 맡았으나 판정에 불복한 서울시청 선수인 문영서와 김창호에 의해 폭언 및 폭행을 당하자 맹광섭은 두 선수의 퇴장을 선언했지만 서울시청의 도재용 감독이 선수단 철수를 시도하며 경기가 10여분 중단되었으며, 이로 인해 상벌위원회가 개최되어 폭언을 가한 도재용 감독이 1년 자격 정지 처분을 받았다. 그리고 그 해 킹스컵의 심판으로 배정받았다.
그 뒤 1978년 기업은행 축구단과 주택은행 축구단과의 대통령배 금융단 축구대회 경기 도중 폭우로 인해 전반전 종료 후 대한민국 축구 사상 최초로 '일시중단'을 선언하는 기록을 남겼으며, 1978년 아시안 게임의 축구 분야 대한민국 심판으로 선정되었다. 또한 그간의 공로를 인정받아 1978년 개최된 대한축구협회 '축구인의 밤' 행사에서 유공자 표창을 받았으며, 1979년 열린 고연전의 주심을 맡았으나 경기 종료 3분전 양 팀간 집단 난투극이 벌어진 뒤 고려대학교 선수단이 경기장 밖으로 퇴장하자 경기 중단을 선언하였다.
이후 1980년에는 한국실업축구연맹의 심판위원장 및 대한축구협회의 심판위원으로 선임되었으며, 그 해 한국실업축구연맹에서 할렐루야 축구단과 아인트라흐트 프랑크푸르트와의 자선경기에 출전했던 선수들의 대회 출전 자격을 박탈한 것에 대해 대한축구협회 측이 반발하여 전국실업축구연맹전에 파견되었던 심판들을 철수시키자 맹광섭 또한 복귀하였다.
그리고 같은 해 개최된 전국대학축구연맹전 대회에서 심판상을 수상했으며, 아시아 청소년 축구 선수권 대회의 심판으로 배정받았다. 하지만 1977년 서울시청 축구단과 한양대학교와의 전국축구선수권대회 결승전 주심을 맡았으나 서울시청 선수인 이상철, 최기봉, 고홍석, 문영서가 판정에 불복하여 거칠게 항의하자 맹광섭은 네 선수에게 경고를 주었지만 서울시청의 박종환 감독이 재차 항의하며 선수단을 철수시키는 사건이 발생하기도 했으며, 1981년 국제축구연맹 소속 국제 심판에서 은퇴를 선언하였다.
그 뒤 철도청 축구단의 감독으로 활동했으며, 1984년 김영진의 후임으로 대한축구협회의 심판위원장 직무대리를 맡았다. 이후 1985년 대한축구협회의 이사 및 심판위원장으로 임명되었으며, 1986년 심판위원장에 유임되었다. 그 뒤 1987년 출범한 최순영 체제의 대한축구협회 집행부의 심판위원장으로 유임되었으며, 그 해 최순영이 사퇴하고 집행부가 이종환 과도 체제로 운영된 이후에도 계속 심판위원장을 맡았다. 또한 1989년 대한축구협회의 심판위원장을 유지하며 상임집행이사회에 포함되었으나, 같은 해 8월 5일 일화 천마와 유공 코끼리와의 한국프로축구대회 경기 도중 물의를 빚어 18경기 출장 정지 처분을 받은 일화 천마의 박종환 감독이 9월 2일 펼쳐진 일화 천마와 포항제철 아톰즈와의 경기에서 주심을 맡은 임정식에게 폭력을 가해 1년 자격 정지 처분이 추가로 내려진 사건에 대한 책임을 지고 심판위원장에서 사퇴하였다. 그리고 1990년 대한축구협회의 이사를 맡았다.
이후 1993년부터 '한국 OB 축구회'의 감사를 지냈으며, 다수의 '경평 OB 대항축구전'에 '서울 OB팀'의 단장으로 참여하기도 했다. 그 뒤 2010년 공로패를 수여받았다.
2011년 12월 13일 세상을 떠났다.

## 기타
1974년 박대통령컵 쟁탈 아시아축구대회의 심판으로 활약했던 것으로 인해 2002년 FIFA 월드컵의 심판으로 참여한 김영주의 축구 심판 데뷔에 대한 동기를 제공하였다.